# Friedrich Kauffmann
Friedrich Kauffmann, född 14 september 1863 i Stuttgart, död 14 juli 1941 i Berlin, var en tysk filolog.
Kauffmann, som var lärjunge till Eduard Sievers och Hermann Paul, blev 1887 privatdocent vid Marburgs universitet, 1892 extra ordinarie professor i Halle an der Saale och var 1895–1928 ordinarie professor i Kiel.  Han var 1896–1926 (tillsammans med Hugo Gering) utgivare av tidskriften "Zeitschrift für deutsche Philologie".
Av hans arbeten, som berör nästan alla grenar av den  germanska filologin, märks en kompendieartad Deutsche Grammatik (1888; fjärde upplagan 1906), Geschichte der schwäbischen Mundart (1890), Die Rhythmik des 'Heliand' (1887) och Deutsche Metrik (1897; andra upplagan 1907), Texte und Untersuchungen zur altgermanischen Religionsgeschichte (del I av texterna: "Aus der Schule des Wulfila", 1899; del I av undersökningarna: Balder, 1902) och Deutsche Mythologie (i "Sammlung Göschen", 1890; andra upplagan 1892).